# Школьный (Тихорецкий район)
Шко́льный — хутор в Тихорецком районе Краснодарского края России.
Входит в состав Алексеевского сельского поселения.

## Население
| 2002 | 2010 |
| ---- | ---- |
| 71   | ↗104 |

## Улицы
- ул. Кубанская,
- ул. Овощная[4].